# 43212 Katosawao
43212 Katosawao è un asteroide troiano di Giove del campo greco. Scoperto nel 2000, presenta un'orbita caratterizzata da un semiasse maggiore pari a 5,2855338 au e da un'eccentricità di 0,0581425, inclinata di 6,47607° rispetto all'eclittica.
L'asteroide è dedicato al ginnasta giapponese Sawao Katō, plurimedagliato olimpico.